# Luc Longley
Lucien James «Luc» Longley (Melbourne, 19 de enero de 1969) es un exjugador y entrenador de baloncesto australiano que disputó 10 temporadas en la NBA. Con 2,18 metros de altura, jugaba en la posición de pívot.

## Trayectoria deportiva

### Universidad
En 1986 disputó dos encuentros con los Perth Wildcats, de la NBL australiana.
Luego se marchó a Estados Unidos y asistió durante cuatro años a la Universidad de Nuevo México, en los cuales, tras una primera temporada casi en blanco, acabó promediando con los Lobos 13,4 puntos, 7 rebotes y 2,7 tapones por partido.
Durante los veranos universitarios, regresaba a casa y disputaba partidos con los Perth Redbacks de la liga estatal, ayudándolos a ganar el campeonato State Basketball League (SBL) en dos años consecutivos (1989 y 1990).

### Selección nacional
Con 19 años, en 1988, formó parte del combinado australiano que disputó los Juegos Olímpicos de Seúl que llegó a semifinales y luego perdió la final de consolación por el bronce, terminando en cuarto lugar.

### Profesional
Fue elegido en la séptima posición del Draft de la NBA de 1991 por Minnesota Timberwolves, convirtiéndose en el primer australiano en jugar en la NBA. Tras dos mediocres temporadas en esta franquicia, fue traspasado a Chicago Bulls iniciada ya la temporada 1994-95, donde coincidió con Michael Jordan y Scottie Pippen, con los que ganó 3 anillos de campeón, desempeñando una labor fundamental como center en el quinteto titular. En su último año en Chicago, en la 1997-98, promedió 11,4 puntos y 5,9 rebotes, el mejor de su carrera, además, el 2 de enero de 1998 ante Milwaukee Bucks, consiguió su mejor marca anotadora con 24 puntos. 
Tras ganar el anillo en el 98, fue traspasado a Phoenix Suns, donde jugó dos temporadas, siendo traspasado de nuevo a los Knicks en el año 2000, donde jugaría su última temporada como profesional.
A lo largo de sus 567 partidos consiguió unos promedios de 7,2 puntos y 4,9 rebotes.

### Entrenador
Desde 2013 a 2019, fue entrenador asistente de la selección de baloncesto de Australia.

## Estadísticas de su carrera en la NBA
|  | Indica temporada en la que fue Campeón de la NBA |

### Temporada regular
| Año     | Equipo    | PJ  | PT  | MPP  | %TC  | %3P  | %TL  | RPP | APP | ROB | TPP | PPP  |
| ------- | --------- | --- | --- | ---- | ---- | ---- | ---- | --- | --- | --- | --- | ---- |
| 1991-92 | Minnesota | 66  | 3   | 15.0 | .458 | -    | .663 | 3.9 | .8  | .5  | 1.0 | 4.3  |
| 1992-93 | Minnesota | 55  | 25  | 19.0 | .455 | -    | .716 | 4.4 | .9  | .9  | 1.4 | 5.8  |
| 1993-94 | Minnesota | 49  | 29  | 20.2 | .464 | .000 | .700 | 6.0 | .9  | .7  | 1.2 | 6.6  |
| 1993-94 | Chicago   | 27  | 17  | 19.0 | .483 | -    | .756 | 5.1 | 2.3 | .4  | .8  | 7.6  |
| 1994-95 | Chicago   | 55  | 0   | 18.2 | .447 | .000 | .822 | 4.8 | 1.3 | .4  | .8  | 6.5  |
| 1995-96 | Chicago   | 62  | 62  | 26.5 | .482 | -    | .777 | 5.1 | 1.9 | .4  | 1.4 | 9.1  |
| 1996-97 | Chicago   | 59  | 59  | 24.9 | .456 | .000 | .792 | 5.6 | 2.4 | .4  | 1.1 | 9.1  |
| 1997-98 | Chicago   | 58  | 58  | 29.4 | .455 | -    | .736 | 5.9 | 2.8 | .6  | 1.1 | 11.4 |
| 1998-99 | Phoenix   | 39  | 39  | 23.9 | .483 | -    | .776 | 5.7 | 1.2 | .6  | .5  | 8.7  |
| 1999-00 | Phoenix   | 72  | 68  | 19.7 | .466 | -    | .825 | 4.5 | 1.1 | .3  | .6  | 6.3  |
| 2000-01 | New York  | 25  | 2   | 12.0 | .333 | -    | .765 | 2.6 | .3  | .1  | .4  | 2.0  |
| Total   | Total     | 567 | 362 | 21.2 | .462 | .000 | .760 | 4.9 | 1.5 | .5  | 1.0 | 7.2  |

### Playoffs
| Año   | Equipo  | PJ | PT | MPP  | %TC  | %3P | %TL  | RPP | APP | ROB | TPP | PPP |
| ----- | ------- | -- | -- | ---- | ---- | --- | ---- | --- | --- | --- | --- | --- |
| 1994  | Chicago | 10 | 2  | 17.0 | .500 | -   | .722 | 4.5 | 1.8 | .6  | .8  | 6.3 |
| 1995  | Chicago | 10 | 8  | 20.4 | .480 | -   | .800 | 3.2 | 1.1 | .7  | .5  | 5.6 |
| 1996  | Chicago | 18 | 18 | 24.4 | .469 | -   | .757 | 4.6 | 1.6 | .4  | 1.4 | 8.3 |
| 1997  | Chicago | 19 | 19 | 22.7 | .548 | -   | .385 | 4.4 | 1.8 | .4  | .8  | 6.5 |
| 1998  | Chicago | 18 | 16 | 25.3 | .450 | -   | .872 | 5.0 | 1.9 | .7  | .8  | 7.9 |
| 1999  | Phoenix | 3  | 2  | 17.0 | .167 | -   | -    | 3.0 | .3  | 1.0 | .0  | 1.3 |
| 2000  | Phoenix | 9  | 9  | 18.0 | .353 | -   | .667 | 3.3 | .9  | .4  | .4  | 4.2 |
| Total | Total   | 87 | 74 | 22.0 | .466 | -   | .714 | 4.3 | 1.6 | .5  | .8  | 6.6 |

## Vida personal
Luc es hijo de Sue Hansen y Richard Longley. Su padre es un arquitecto que con 2,08 metros de altura participó con la selección australiana de baloncesto, como miembro de dos ediciones olímpicas. Su madre, de 1,93 metros de altura, hacía equitación. Sus padres se separaron en 1984.
Longley tiene dos hermanos, Sam, periodista y actor, y Griffin, también periodista que llegó a jugar brevemente con los Perth Wildcats.
Longley estuvo casado con la estadounidense Kelly Yates, que se conocieron en la universidad, y tienen dos hijas. Luego se casó con la presentadora de televisión australiana Anna Gare, en 2008.
Mientras jugaba en Chicago, en 1996, se compró una casa en Riverwoods (Illinois). Al mudarse de nuevo a Australia, se compró una mansión valorada en $2 millones en Fremantle (Western Australia), la cual fue destruida el 6 de abril de 2007 en un incendio.
En 1996 escribió un libro titulado: Running with the Bulls, acerca de la temporada 1995-96 de los Bulls, para el cual el entrenador Phil Jackson escribió el prólogo.